# 赫氏食蚊魚
赫氏食蚊魚，為輻鰭魚綱鯉齒目鯉齒亞目花鳉科的其中一種，被IUCN列為易危保育類動物，分布於中美洲墨西哥Chihuahua的淡水流域，體長可達2.5公分，屬於肉食性，可做為觀賞魚。

## 擴展閱讀
維基物種上的相關：赫氏食蚊魚